# Željana Zovko
Željana Zovko (Mostar, 25. ožujka 1970.) je bosanskohercegovačka i hrvatska političarka, bivša veleposlanica BiH u Francuskoj, Španjolskoj i Italiji, te zastupnica iz Republike Hrvatske u Europskom parlamentu iz redova Hrvatske demokratske zajednice (EPP).

## Životopis
Željana Zovko je početkom 1990.-ih godina studirala francuski jezik u Londonu. 
Nakon povratka u BiH 1999. godine, angažirana je kao predstavnik za odnose s javnošću Ureda hrvatskog člana Predsjedništva BiH Ante Jelavića;.
Od 2004. do 2008. godine bila je veleposlanica BiH u Francuskoj, a od 2008. do 2011. veleposlanica iste države u Španjolskoj.
Od 2012. do 2015. godine bila je savjetnica za vanjske poslove predsjednika Vijeća Ministara Bosne i Hercegovine Vjekoslava Bevande.
Sudjelovala je na izborima za Europski parlament 2013. godine kao 7. na listi HDZ-a, međutim tada nije postala zastupnicom.
Od svibnja do 2015. do listopada 2016. godine je opet u diplomatskoj službi Bosne i Hercegovine, kao veleposlanica u Italiji. 
Nakon što su 2016. godine Andrej Plenković i Davor Ivo Stier podnijeli ostavke na zastupničke dužnosti u Europskom parlamentu radi stupanja na dužnosti predsjednika Vlade Republike Hrvatske, odnosno ministra vanjskih poslova RH, Željana Zovko je preuzela dužnost zastupnice (iz Republike Hrvatske) u Europskom parlamentu.

## Rad u Europskom parlamentu

### 8. saziv
Tijekom 8.saziva Europskog parlamenta, Zovko je bila članica Odbora za vanjske poslove, Odbora za razvoj i Pododbora za ljudska prava. Također je bila članica Izaslanstva za odnose s BiH te Kosovom, Izaslanstva u Zajedničkoj parlamentarnoj skupštini Afričko-karipskih zemalja i EU-a te Izaslanstva u Parlamentarnom odboru za partnerstvo EU-a i Armenije, Odboru za parlamentarnu suradnju EU-a i Azerbajdžana i Parlamentarnom odboru za pridruživanje između EU-a i Gruzije.

### 9. saziv
Željana Zovko je potpredsjednica Kluba zastupnika EPP-a, članica i potpredsjednica Odbora za vanjske poslove, potpredsjednica Izaslanstva za odnose s Bosnom i Hercegovinom te Kosovom i članica Odbora za kulturu i obrazovanje i Pododbora za sigurnost i obranu. Članica je Izaslanstva za odnose sa SAD-om te Izaslanstva za odnose s Europsko-latinoameričkom parlamentarnom skupštinom (EuroLat). Pored toga je supredsjedateljica skupine zastupnika Europskog parlamenta za zdravlje pluća, a također je članica radnih skupina za zapadni Balkan i za vanjske financijske instrumente te radne skupine EPP-a za međukulturne odnose i međuvjerski dijalog.

## Vanjske poveznice
- Privatna web stranicae Željane Zovko
- Stranice zastupnice Željane Zovko, kod Europskog parlamenta